# Gösta Pettersson
Gösta Pettersson (n. 23 noiembrie 1940, Alingsås stadsförsamling⁠(d), Suedia) este un ciclist de performanță ce a reprezentat Suedia, medaliat olimpic. A participat la 3 ediții ale Jocurilor Olimpice (1960, 1964, 1968) în care a câștigat o medalie de argint și două medalii de bronz.